# John Schot
John Schot (Tholen, 7 februari 1984) is een Nederlandse voetballer die als middenvelder speelt.

## Carrière
Schot kwam op zijn negende van Tholense Boys over naar RBC Roosendaal. In 1999 maakte hij op 15-jarige leeftijd de overstap naar de jeugd van PSV, waar hij tot Jong PSV reikte, om in 2005 vervolgens de overstap naar Jong N.E.C. te maken. Vervolgens kwam de Tholenaar uit voor Kloetinge, Hoek en Tholense Boys.
Schot maakte zijn debuut voor RBC Roosendaal in het betaalde voetbal op 8 augustus 2008 tegen FC Omniworld. Hij viel na 75 minuten in voor Sasa Stojanovic. In een duel met RKC Waalwijk maakte hij zijn eerste doelpunt voor RBC. In mei 2010 ontbond RBC zijn contract, dat nog liep tot medio 2011.
In het seizoen 2010/11 speelde hij in de Topklasse voor zijn voormalige club Hoek. Daarna speelde hij voor Kloetinge, Excelsior Kaart Brasschaat en Heerjansdam en vanaf 2014 kwam Schot uit voor Halsteren waar hij in november van dat jaar vanwege een blessure stopte. Medio 2015 ging hij voor Kontich FC spelen. Nadat hij in 2017 een paar maanden bij Puurs Excelsior RSK speelde, komt hij sinds begin 2018 uit voor RBC dat inmiddels als amateurclub speelt.

## Nationaal elftal
Schot speelde tevens in diverse vertegenwoordigende KNVB-elftallen. Met Oranje -16 speelde hij het EK in Engeland en met Oranje -19 het EK-kwalificatietoernooi in Hongarije. Daarnaast speelde hij in het Nederlands Amateur Elftal.

## Carrière
| Seizoen | Club           | Wedstrijden | Doelpunten | Competitie     |
| ------- | -------------- | ----------- | ---------- | -------------- |
| 2008/09 | RBC Roosendaal | 25          | 1          | Eerste Divisie |
| 2009/10 | RBC Roosendaal | 23          | 2          | Eerste Divisie |
| 2010/11 | Hoek           | 30          | 3          | Topklasse      |
| 2011/12 | Kloetinge      | 15          | 3          | Hoofdklasse B  |
| Totaal  |                | 91          | 9          |                |